# 馬來西亞國家基建公司
馬來西亞國家基建公司是一家100%由馬來西亞政府控股的国有企业，該公司由马来西亚财政部設立。它是马来西亚除全国交通集团（KTB）之外最大的公共交通公司之一。自1998年以来，該公司通过几家全资子公司经营著公共汽車和轻快铁。
2003年国家基建内部进行了一次重组活动，以进一步提高该公司作为城市公共交通服务商的地位及增加盈利。随后国家基建成立了五个新的子公司，每个子公司会专门从事不同关键领域的业务，分别为快捷通轨道（Rapid Rail）、快捷通巴士（Rapid Bus）、国家基建管理和工程服务（PRIME）、国家基建综合发展（PRIDE）、国家基建轨道和基础设施工程（PRIASE）和国家基建综合解决方案和管理（PRISM）六个私人有限公司。